# Didymodon brunneus
Didymodon brunneus är en bladmossart som beskrevs av Warnstorf in Brotherus 1924. Didymodon brunneus ingår i släktet lansmossor, och familjen Pottiaceae. Inga underarter finns listade i Catalogue of Life.